# Michael Collins (film)
Michael Collins – film fabularny w reżyserii Neila Jordana, nakręcony w 1996 w koprodukcji amerykańsko-brytyjsko-irlandzkiej. Dramat biograficzny o tematyce wojennej, oparty na wydarzeniach autentycznych. Postać tytułowego bohatera odtwarza Liam Neeson, a w rolę Kitty Kiernan wcieliła się Julia Roberts.
Niektóre ze scen filmu zostały zrealizowanie w dublińskim więzieniu Kilmainham Gaol.
Film jest biografią irlandzkiego polityka i rewolucjonisty – twórcy IRA, a został oparty na faktach. Opowiada o szczytowym okresie życia Collinsa, gdy doprowadził on do pokoju Irlandii z Anglią i do odzyskania przez nią niepodległości (po blisko 700 latach brytyjskiej okupacji), poprzez podpisanie traktatu pokojowego. Społeczeństwo irlandzkie zatwierdziło traktat, w przeciwieństwie do części rządu, która domagała się utworzenia Republiki Irlandzkiej. W związku z tym wybuchła wojna domowa zakończona w 1922 wraz ze śmiercią Michaela Collinsa – zamordowanego w pułapce przygotowanej przez część członków IRA (zwolenników republiki Irlandii). Film kończy się cytatem Éamona de Valery – prezydenta Republiki Irlandzkiej z 1966.

## Obsada
Źródło: Filmweb
- Liam Neeson - Michael Collins
- Aidan Quinn - Harry Boland
- Alan Rickman - Éamon de Valera
- Julia Roberts - Kitty Kiernan
- Stephen Rea - Ned Broy
- Ian Hart - Joe O'Reilly

i inni.